# Armen open (album)
Armen open is een album van de Nederlandse zanger Guus Meeuwis. Het is zijn achtste studioalbum en verscheen op 13 mei 2011. 
Begin van dat jaar dook Meeuwis samen met zijn muzikanten onder de schuilnaam ‘The Monkey Sandwich Band’ op in cafés door het land. Het album en idee zijn volgens Meeuwis zelf "geboren uit het verlangen om na de stadions en grote zalen weer gewoon in de kroeg te spelen. Puur plezier! En nog nuttig ook. We kunnen op deze manier de nieuwe liedjes voor het album uittesten op het publiek en laten groeien voordat we de studio in gaan". De eerste single van het album Dit Lied komt tot nummer 22 in de Top 40. Het album komt direct na uitgave op de nummer 1-positie in de Nederlandse Album Top 100 en bereikt de Goud-status. Tijdens zijn jaarlijks terugkerende Groots Met Een Zachte G-concertreeks maakt Guus bekend dat Armen open de tweede single wordt.
Het album is geproduceerd door Rob van Donselaar.

## Tracklist
1. "Armen Open" (G. Meeuwis, J. Rozenboom, JW Roy) – 3:45
2. "Dit Lied" (G. Meeuwis, J. Rozenboom, JW Roy) – 3:37
3. "Als Ze Danst" (G. Meeuwis, J. Rozenboom, JW Roy) – 4:06
4. "Jou Gelukkig Zien" (G. Meeuwis, J. Rozenboom, JW Roy) – 4:10
5. "Tot Ik Er Ben" (D. McLean, G. Meeuwis, J. Rozenboom, JW Roy) – 3:23
6. "Laat Het Maar Stromen" (G. Meeuwis, J. Rozenboom, JW Roy) – 3:21
7. "Hoe Ik Lopen Moet" (H. Koreneef, G. Meeuwis, J. Rozenboom, JW Roy) – 3:36
8. "Nergens Zonder Jou" (G. Meeuwis, J. Rozenboom, JW Roy) – 4:11
9. "Vanaf Hier" (J. Poels, T. van Enckevort) - 3:55
10. "Simpelweg Gelukkig Zijn" (G. Meeuwis, J. Rozenboom, JW Roy) - 3:32
11. "Gevallen Of Gevlogen" (G. Meeuwis, J. Rozenboom, JW Roy) – 3:17
12. "Goed" (M. Bosman, G. Meeuwis, J. Rozenboom, JW Roy) – 2:58
13. "Zo Moeilijk Is Het Niet" (G. Meeuwis, J. Rozenboom, JW Roy) – 4:11

## Tracklist CD2 (Limited Edition)
1. "Dit Lied" Live @ The Waterhole Amsterdam met The Monkey Sandwich Band – 4:07
2. "Nergens Zonder Jou" Live @ The Waterhole Amsterdam met The Monkey Sandwich Band – 4:42
3. "Simpelweg Gelukkig Zijn" Live @ The Waterhole Amsterdam met The Monkey Sandwich Band – 3:31
4. "Zo Moeilijk Is Het Niet" Live @ The Waterhole Amsterdam met The Monkey Sandwich Band – 4:48
5. "This is A Night (Het is Een Nacht)" met The Baseballs – 3:08

## Trivia
- Tot Ik Er Ben is een vertaling en eigen interpretatie van Crossroads van Don McLean.
- Het nummer Vanaf Hier is een bewerkte versie van het nummer Vanaf heej van Herberg de Troost. Het nummer Vanaf heej is geschreven door Jack Poels en Tren van Enckevort (beide onderdeel van Herberg de Troost) ter gelegenheid van het afscheid van de gemeente Sevenum, welke op 1 januari 2010 op ging in de gemeente Horst aan de Maas.[1][2]

## Hitnotering

### NederlandseAlbum Top 100
| Hitnotering (week 1 t/m 52): 21-05-2011 t/m 12-05-2012 Hitnotering (week 53 t/m 54): 16-06-2012 t/m 23-06-2012 | Hitnotering (week 1 t/m 52): 21-05-2011 t/m 12-05-2012 Hitnotering (week 53 t/m 54): 16-06-2012 t/m 23-06-2012 | Hitnotering (week 1 t/m 52): 21-05-2011 t/m 12-05-2012 Hitnotering (week 53 t/m 54): 16-06-2012 t/m 23-06-2012 | Hitnotering (week 1 t/m 52): 21-05-2011 t/m 12-05-2012 Hitnotering (week 53 t/m 54): 16-06-2012 t/m 23-06-2012 | Hitnotering (week 1 t/m 52): 21-05-2011 t/m 12-05-2012 Hitnotering (week 53 t/m 54): 16-06-2012 t/m 23-06-2012 | Hitnotering (week 1 t/m 52): 21-05-2011 t/m 12-05-2012 Hitnotering (week 53 t/m 54): 16-06-2012 t/m 23-06-2012 | Hitnotering (week 1 t/m 52): 21-05-2011 t/m 12-05-2012 Hitnotering (week 53 t/m 54): 16-06-2012 t/m 23-06-2012 | Hitnotering (week 1 t/m 52): 21-05-2011 t/m 12-05-2012 Hitnotering (week 53 t/m 54): 16-06-2012 t/m 23-06-2012 | Hitnotering (week 1 t/m 52): 21-05-2011 t/m 12-05-2012 Hitnotering (week 53 t/m 54): 16-06-2012 t/m 23-06-2012 | Hitnotering (week 1 t/m 52): 21-05-2011 t/m 12-05-2012 Hitnotering (week 53 t/m 54): 16-06-2012 t/m 23-06-2012 | Hitnotering (week 1 t/m 52): 21-05-2011 t/m 12-05-2012 Hitnotering (week 53 t/m 54): 16-06-2012 t/m 23-06-2012 | Hitnotering (week 1 t/m 52): 21-05-2011 t/m 12-05-2012 Hitnotering (week 53 t/m 54): 16-06-2012 t/m 23-06-2012 | Hitnotering (week 1 t/m 52): 21-05-2011 t/m 12-05-2012 Hitnotering (week 53 t/m 54): 16-06-2012 t/m 23-06-2012 | Hitnotering (week 1 t/m 52): 21-05-2011 t/m 12-05-2012 Hitnotering (week 53 t/m 54): 16-06-2012 t/m 23-06-2012 | Hitnotering (week 1 t/m 52): 21-05-2011 t/m 12-05-2012 Hitnotering (week 53 t/m 54): 16-06-2012 t/m 23-06-2012 | Hitnotering (week 1 t/m 52): 21-05-2011 t/m 12-05-2012 Hitnotering (week 53 t/m 54): 16-06-2012 t/m 23-06-2012 | Hitnotering (week 1 t/m 52): 21-05-2011 t/m 12-05-2012 Hitnotering (week 53 t/m 54): 16-06-2012 t/m 23-06-2012 | Hitnotering (week 1 t/m 52): 21-05-2011 t/m 12-05-2012 Hitnotering (week 53 t/m 54): 16-06-2012 t/m 23-06-2012 | Hitnotering (week 1 t/m 52): 21-05-2011 t/m 12-05-2012 Hitnotering (week 53 t/m 54): 16-06-2012 t/m 23-06-2012 | Hitnotering (week 1 t/m 52): 21-05-2011 t/m 12-05-2012 Hitnotering (week 53 t/m 54): 16-06-2012 t/m 23-06-2012 |
| Week: | 1 | 2 | 3 | 4 | 5 | 6 | 7 | 8 | 9 | 10 | 11 | 12 | 13 | 14 | 15 | 16 | 17 | 18 | 19 |
| --- | --- | --- | --- | --- | --- | --- | --- | --- | --- | --- | --- | --- | --- | --- | --- | --- | --- | --- | --- |
| Positie: | 1 | 4 | 4 | 4 | 4 | 3 | 5 | 5 | 9 | 11 | 12 | 12 | 12 | 10 | 20 | 16 | 22 | 27 | 38 |
| Week: | 20 | 21 | 22 | 23 | 24 | 25 | 26 | 27 | 28 | 29 | 30 | 31 | 32 | 33 | 34 | 35 | 36 | 37 | 38 |
| Positie: | 51 | 47 | 48 | 49 | 35 | 43 | 38 | 26 | 36 | 31 | 26 | 35 | 31 | 28 | 26 | 13 | 10 | 15 | 30 |
| Week: | 39 | 40 | 41 | 42 | 43 | 44 | 45 | 46 | 47 | 48 | 49 | 50 | 51 | 52 | | 53 | 54 | | |
| Positie: | 43 | 46 | 62 | 75 | 36 | 36 | 37 | 18 | 18 | 85 | 83 | 94 | 85 | 71 | uit | 82 | 76 | uit | |